# Třebíč
Třebíč ([ˈtr̝̊ɛbiːtʃ]ⓘ, niem. Trebitsch) – miasto na południu Czech (zachodnia część Moraw), w kraju Wysoczyna, na Wysoczyźnie Czeskomorawskiej, nad rzeką Igławą. Jest stolicą powiatu Třebíč.

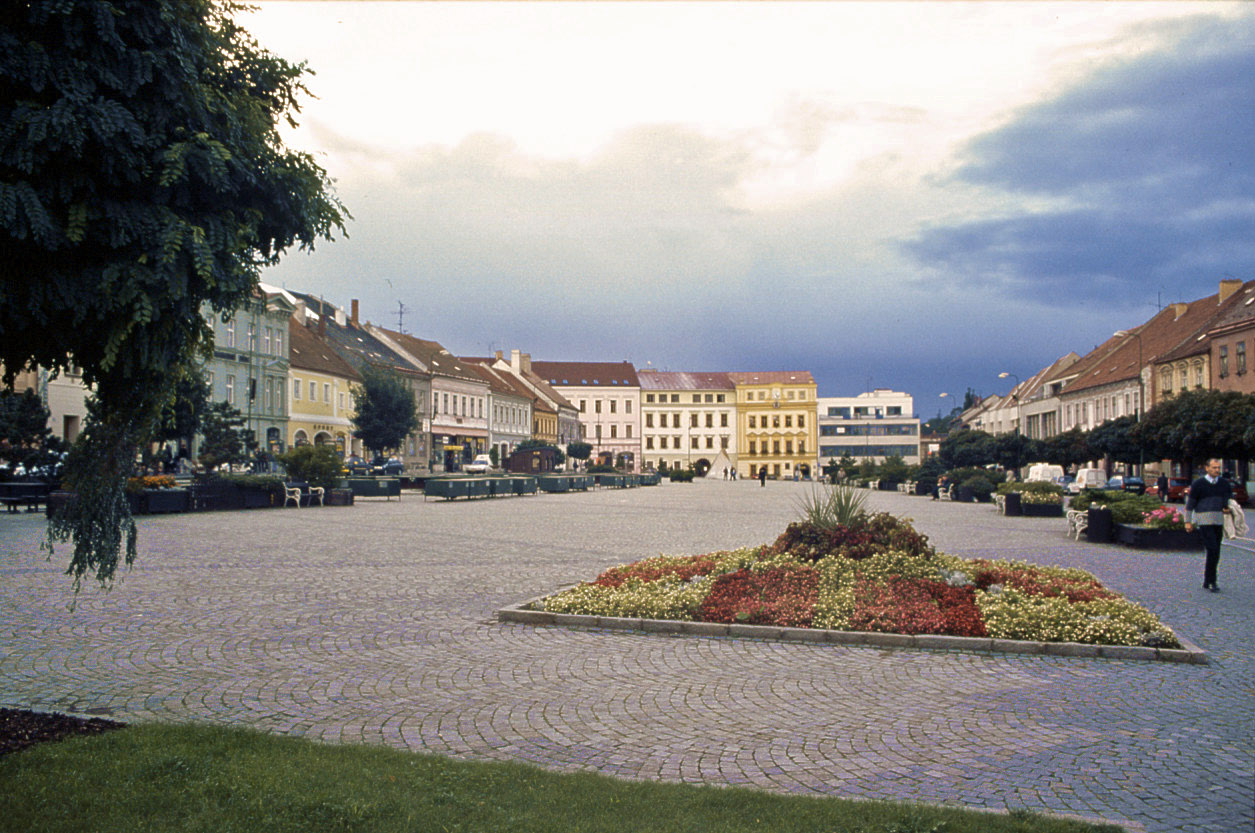
Plac Karola

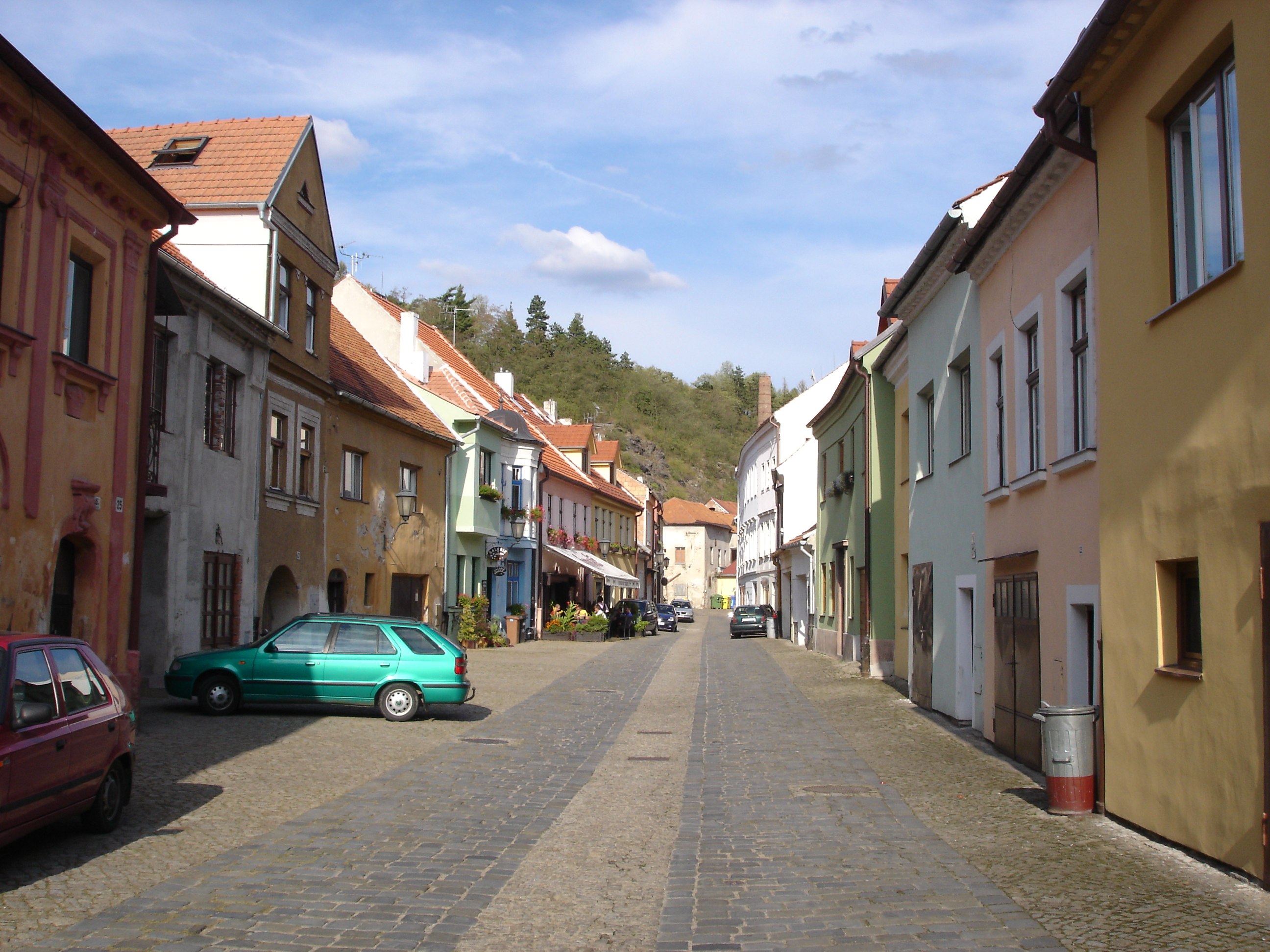
Dzielnica żydowska

Historycznie Třebíč znajduje się na Morawach. Za datę założenia miasta często uznaje się rok 1101, kiedy powstał klasztor benedyktyński. Pierwsza pisemna wzmianka o Třebíci pochodzi z 1277 roku. Prawa miejskie otrzymała ona w roku 1355. W okresie swojego największego rozwoju (XVI–XVII wiek) był to jeden z trzech głównych ośrodków Moraw, obok Brna i Ołomuńca. Przemiany XIX wieku w dużej mierze Třebíč ominęły, przez co straciła ona swoje znaczenie. Na ścieżkę szybkiego rozwoju miasto powróciło w drugiej połowie XX wieku. W 1933 w miejscowości powstał jeden z zakładów Baty.
Třebíč jest jednym z najbardziej zabytkowych miast w kraju. Posiada świetnie zachowany zespół staromiejski (Vnitřní Město) z rynkiem o powierzchni 22 000 m², którego symbolem jest tzw. „Wieża Miejska” przy kościele św. Marcina. Na drugim brzegu Igławy znajduje się dawna dzielnica żydowska z kirkutem oraz renesansowy zamek, romańska bazylika św. Prokopa odbudowana w XVIII wieku w barokowej interpretacji gotyku. Bazylika oraz dzielnica żydowska znajdują się na liście światowego dziedzictwa UNESCO.
Obecnie Třebíč pełni funkcję regionalnego centrum administracyjnego, przemysłowego, handlowo-usługowego. O wiele większe jest jednak znaczenie miasta jako ośrodka kulturalnego i turystycznego. Przez miasto przebiega droga krajowa I/23, drogi wojewódzkie: 351, 360 i 410 oraz linia kolejowa z Igławy do Brna. W mieście rozwinął się przemysł obuwniczy, pończoszniczy, odzieżowy, maszynowy, spożywczy oraz meblarski.
Według danych z 2024 roku liczba ludności Třebíci wynosiła 34 797, czyniąc miasto 28. najludniejszym w kraju, a powierzchnia – 57,6 km². Miasto jest podzielone na siedemnaście dzielnic.

## Gramatyka
Nazwa Třebíč jest w języku czeskim rzeczownikiem rodzaju żeńskiego, a nie męskiego. Odmienia się według wzoru miękkiego: Třebíci w celowniku, bierniku, narzędniku i miejscowniku, stąd o Třebíči, nie o Třebíču, w dopełniaczu Třebíče.

## Miasta partnerskie
- Oschatz
- Lilienfeld
- Humenné
- Kielce[5]